# AM/FM/GIS
AM/FM/GISとは、Automated Mapping（AM）、Facilities Management（FM）、Geographic Information Systems（GIS）の略。ガス、電気、水道、通信などの公共事業に関連するGISのサブセットである。AM/FM/GISという用語は、公益事業者が供給網のデータをデジタル化、管理、分析できるようにするGISソフトウェアを指すことが多い。このデータは、基礎となるGISデータベースに保存され、グラフィカル・エンティティと属性間の関連付けも維持される。

## 構成要素
どのAM/FM/GISシステムにも、グラフィカル・コンポーネントとデータベース・コンポーネントの2つの主要な構成要素がある。
.

### グラフィカル・コンポーネント
グラフィカル・コンポーネントは、その用語が示すように、図形や幾何学によってグラフィカルに表現された、さまざまなタイプの実世界の実体やオブジェクトで構成されるグラフィカル・データを扱う。例えば、道路や道路は、線形形状や線によってグラフィカルに表現できる。他のタイプのグラフィカルオブジェクトは、道路標識のような単一の位置のポイントオブジェクトを表す個々のシンボルとして扱える。エリアは、特に境界のようなオブジェクトの場合、ポリゴンで表現されることが多い。このシステムでは、実世界のさまざまなタイプのオブジェクトに対して、異なるジオメトリスタイルを設定することができる。システム内には、グラフィカル・オブジェクトをデジタル化または作成するためのツールが用意されている。

### データベース・コンポーネント
データベース・コンポーネントは、その用語が示すように、主に、デジタル化プロセスの一部として捕捉または管理される必要のある実世界エンティティの属性データを格納するデータベース部分を扱う。この属性データは、多くの場合、基礎となるリレーショナル・データベースに格納される。データベーステーブルは、多くの場合、1つの実世界エンティティまたはオブジェクトを表し、関連する属性データを格納するために使用される。データベース・コンポーネントは、インテリジェントGISシステムを完成させるために、グラフィカル・コンポーネントとリンクまたは関連付けられることが多い。

## アーキテクチャ
AM/FM/GISシステムのアーキテクチャは、公共事業によって定義された要件のみに依存する。これらの要件はほとんどが業界標準であり、変更を必要とすることはほとんどない。優れたAM/FM/GISシステムは、時々起こる業界の変化と歩調を合わせて進化している。このような変化に対応するため、ソフトウェアにはデータモデルツールとルールベース変更メカニズムが装備されており、システムアーキテクトは必要に応じてシステムをカスタマイズし、必要に応じてよりインテリジェントなものにできる。
AM/FM/GISシステムのデータモデルにより、GISアーキテクトはすべてのデータベーステーブルとその依存関係からなる関係モデルを定義することができる。これをビジネスルールと組み合わせることで、システムをよりインテリジェントにし、データに対して様々な分析を実行できるようになる。例えば、ガスパイプラインのGISシステムでは、ユーザーはパイプ上にあるすべての圧力ポイントやバルブについて、異なる間隔で詳細な分析をおこなえる。これは、パイプラインのエンティティやオブジェクトと圧力バルブのオブジェクトの間の関係を定義することによって可能になる。公益企業のデータモデルの設計は、要求の収集と分析、仕様の設計、実装を含む広範な作業になる可能性がある。実装では、システムの管理と分析においてユーザーを支援する機能的ツールの開発が主に扱われる。これらの機能ツールには、オブジェクト配置ツール、分析ツール、報告ツールなどが含まれる。機能ツールの開発は、一般的にサポートするプログラミング言語を使用して行われる。高度なAM/FM/GISソフトウェアには、一般的なGIS操作を実行するための、あらかじめ定義された関数や手順が常に装備されている。

## メリット
GISの技術は、多くの組織に不格好で破れた地図を収納し、デジタル化する機会を与えた。完全なAM/FM/GISツールは、単にデジタル地図だけでなく、多くの時間節約とコスト削減ツールも提供している。
公益企業は、過去10年間で大きく変化している。需要の増加に伴い、公益企業には事業改善への大きな圧力がかかっている。企業は、ビジネス・プロセスを再編成し、そこから利益を得るために、情報システムに注目している。AM/FM/GISシステムの中には、既存のビジネス・プロセスをサポートすることで、企業に本格的なソリューションを提供するものもある。これらのソリューションの中には、以下のようなものがある。
- 既存のGISシステムの活用
- ワークフロー管理システム（WMS）のサポート
- 顧客情報システムとの統合
- オペレーション支援システム（OSS）との統合
- 企画・エンジニアリングとの統合
- コスト分析
- 在庫管理

AM/FM/GISシステムへの投資は、適切な計画によって、長期的にビジネスに利益をもたらすことができる。